# Großfeh
Großfeh wird in der Heraldik ein Pelzwerk bezeichnet, wenn die Anzahl von Pelzstücken gleich oder weniger drei beträgt. Vorrangig werden  die Eisenhütlein verwendet. 
In der Wappenbeschreibung muss diese Großfeh besonders als solche erwähnt werden. Das Gegenstück ist die Kleinfeh oder veraltet Kleinspalt. Diese übliche Pelzform wird in Beschreibungen nur mit der Fehart als gefeht ( Beispiel:mit Wolken gefehter Bord) erwähnt. Die  Bezeichnung Großfeh für ein zu den heraldisches Pelzwerken. zählende Tingierung ist in der Französischen Heraldik „beffroi“ (Wachtturm) und bedeutet auch Großfeh. 